# Peter Watson (Journalist)

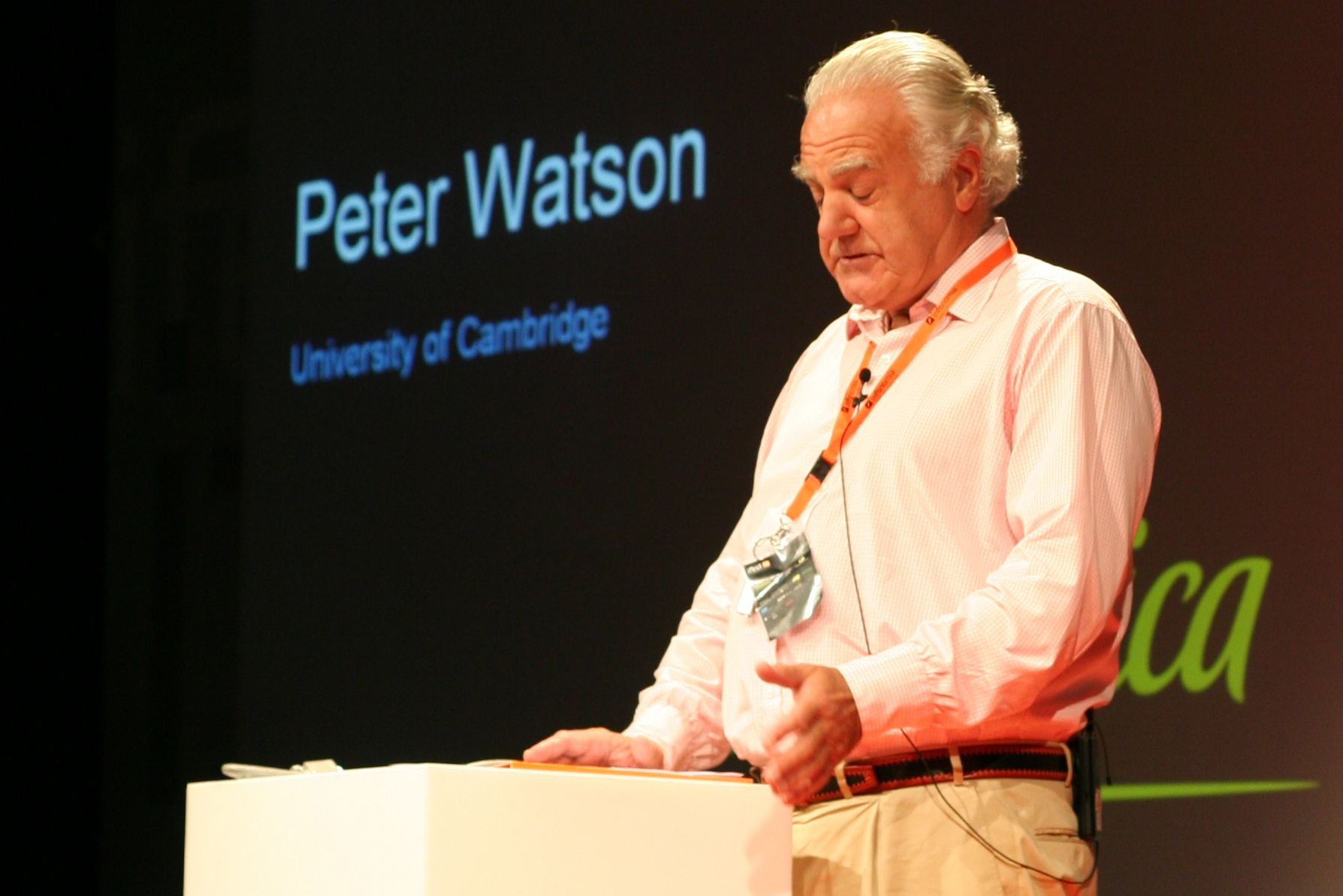
Peter Watson, 2008

Peter Frank Patrick Watson (* 23. April 1943 in Birmingham) ist ein britischer Journalist, Kultur- und Kunsthistoriker, Psychologe und Autor von Kriminalromanen.

## Leben
Watson studierte an der University of Durham mit B.Sc. Abschluss 1964, danach an der Universität London, wo er 1967 den Ph.D. erwarb und an der Universität La Sapienza in Rom (Diplom in Musik 1965). Von 1966 bis 1968 absolvierte er ein Praktikum an der Tavistock Clinic. 
Danach war er als Journalist stellvertretender Herausgeber von New Society (1970 bis 1973), bei der Sunday Times Teil des „Insight Teams“ und 1977 bis 1980 als Assistant Editor, bei der The Times, London, 1980/81 Kolumnist und 1981/82 New York-Korrespondent. Er schrieb für die New York Times, The Observer, Punch und Spectator. Themen seiner journalistischen Tätigkeit waren unter anderem Kunsthandel und Kunstraub, worüber er das Buch Double Dealer schrieb und einen Fernsehfilm drehte. Double Dealer erhielt 1983 den Gold-Dagger-Preis. Seine Kriminalromane spielen teilweise ebenfalls in der Kunstszene, zum Beispiel Lügenlandschaft um Hinweise auf einen vergrabenen Schatz in einem englischen Renaissance-Gemälde, oder Steine des Verrats über eine Erpressung mit dem Ziel, dass Teile des Parthenonfrieses aus dem Britischen Museum zurückgegeben werden. Watson schrieb auch eine Biographie über den Tänzer Rudolf Nurejew, Bücher über Kunsthandel wie über das Auktionshaus Sotheby’s, über Kunstraub, Kunstgeschichte, Zwillinge, den Tod Hitlers, psychologische Kriegsführung und Bücher über allgemeine Kulturgeschichte.
Im Jahr 1997 wurde er wissenschaftlicher Mitarbeiter am McDonald Institute for Archaeological Research der Cambridge University. Er lebt in London und Frankreich.

## Werke
Sachbücher
- Psychology and Race, Penguin 1973 (Herausgeber)
- War on the Mind: the Military Uses and Abuses of Psychology, Basic Books und Hutchinson, London 1978
- Twins- an uncanny relationship. An Investigation into the Strange Coincidences in the Lives of Separated Twins, Contemporary Books 1983
- The Caravaggio Conspiracy: how five art dealers, four policemen, three picture restorers, two auction houses, and a journalist plotted to recover some of the world’s most beautiful stolen paintings, Doubleday 1984 (auch erschienen als „Double Dealer“ 1983)
- Wisdom and Strength, the Biography of a Renaissance Masterpiece, Doubleday 1989, Hutchinson 1990 (das gleichnamige Gemälde von Paolo Veronese, heute in der Frick Collection, und seine Besitzer im Lauf der Zeit)
- From Manet to Manhattan – the rise of the modern art market, Random House 1992
- mit Ada Petrova: The Death of Hitler – the full story with new evidence from secret Russian archives, Norton & Company 1995
- Sotheby’s, Econ 1997 (Sotheby’s – the inside story, Random House, Bloomsbury 1997)
- Nurejew, Econ 1998 (Nurejew – a biography, London, Hodder and Stoughton 1994)
- Das Lächeln der Medusa – die Geschichte des modernen Wissens, Goldmann Taschenbuch, ISBN 978-3-442-15253-7, Bertelsmann 2001 (A terrible beauty), auch erschienen als: The modern mind – an intellectual history of the 20. century
- Ideen, Bertelsmann 2006 (Ideas – a history of thought and invention from Fire to Freud, Orion 2006)
- mit Cecilia Todeschini: The Medici Conspiracy: The Illicit Journey of Looted Antiquities—From Italy’s Tomb Raiders to the World’s Greatest Museums, Perseus Books, 2006, deutsch Parthas 2006
- The German Genius: Europe’s Third Renaissance, the Second Scientific Revolution and the Twentieth Century. Harper, 2010, ISBN 0-06-076022-2. (deutsch Der deutsche Genius: Eine Geistes- und Kulturgeschichte von Bach bis Benedikt XVI. C. Bertelsmann, 2010, ISBN 3-570-01085-6.)
- The Age of Nothing: How We Have Sought to Live Since the Death of God. Simon & Schuster, New York 2014, ISBN 1-4767-5431-4.
  - dt.: Das Zeitalter des Nichts. Eine Ideen- und Kulturgeschichte von Friedrich Nietzsche bis Richard Dawkins. Bertelsmann, 2016, ISBN 978-3-570-10223-7.
- Convergence: The Deepest Idea in the Universe. New York: Simon & Schuster 2016
- Fallout: Conspiracy, Cover-Up and the Deceitful Case for the Atom Bomb. New York: Simon & Schuster 2018
- The French Mind: 400 Years of Romance, Revolution and Renewal. New York: Simon & Schuster 2022. ISBN 9781471128974

Kriminalromane
- The Nazi’s Wife, Doubleday 1985
- Verrat im Vatikan, Econ 1988 (Crusade)
  - Später unter den Namen "Die Sixtinische Auktion" im Deutschen und "Vatican Vendetta" im Englischen neu veröffentlicht
- Lügenlandschaft, Econ 1991 (Landscape of Lies 1989)
- Steine des Verrats, Econ 1994 (Stones of Treason)
- Die ehrenwerte Familie, Econ 1998 (Capo, London, Richard Cohen Books 1993)
- Picassos Geheimnis, Econ 1999 (The Stalin Picasso, Richard Cohen Books 1997)

Romane
- Nothing Is an Accident, Outskirts Press 2007